# Tobungan
Tobungan is een bestuurslaag in het regentschap Pamekasan van de provincie Oost-Java, Indonesië. Tobungan telt 2662 inwoners (volkstelling 2010).